# Sly and the Family Stone
Sly and the Family Stone var ett amerikanskt funk-, rock- och soulband från San Francisco, Kalifornien. De var aktiva 1967 till 1983 och spelade en viktig roll i utvecklingen av soul, funk och psykedelisk musik. Gruppens frontfigur var sångaren, producenten och låtskrivaren Sly Stone och med i gruppen fanns också flera av dennes syskon och vänner. Sly and the Family Stone var den första större mångkulturella gruppen i USA och innehöll såväl medlemmar av olika ursprung som av olika kön.
1967 slog de två bröderna Sly Stone och Freddie Stone ihop sina respektive band, Sly & the Stoners och Freddie & the Stone Souls och bildade bandet Sly and the Family Stone, ett band vars ursprungliga uppställning, förutom Sly och Freddie, även inkluderade Cynthia Robinson (trumpet), Greg Errico (trummor), Jerry Martini (saxofon) och Larry Graham (elbas). Under det första året tillkom också brödernas syster Rosie Stone på keyboard. Detta sällskap spelade tillsammans in fem topp-10-hits och fyra banbrytande album som starkt påverkade det amerikanska soundet inom genrer som pop, soul, R&B, funk och hiphop. I boken For the Record: Sly and the Family Stone: An Oral History som utkom 1998 sammanfattade författaren Joel Selvin i förordet hur mycket Sly and the Family Stone betytt för den afroamerikanska musiken; ”Det finns två sorters svart musik – svart musik före Sly Stone, och svart musik efter Sly Stone”. Gruppen valdes 1993 in i Rock and Roll Hall of Fame.

## Historia
Familjen Stewart var en djupt troende medelklassfamilj från Denton i Texas där föräldrarna K.C. och Alpha Stewart uppmuntrade barnen till musikaliska yttringar i hemmet. Efter att familjen flyttat till Vallejo, Kalifornien bildade de fyra yngsta syskonen (Sylvester, Freddie, Rose och Vaetta) gruppen The Stewart Four som lokalt släppte singeln "On the Battlefield of the Lord", med B-sidan "Walking in Jesus", 1952. Den äldsta systern Loretta var den enda i syskonskaran Stewart som inte satsade på en karriär inom musiken. 
Under åren på high school blev Sylvester och Freddie medlemmar i flera olika band. En av de musikgrupper som Sylvester tillhörde var doo-wopgruppen The Viscaynes, en grupp där Sylvester och hans filippinske vän Frank Arelano var de enda svarta medlemmarna. The Viscaynes släppte ett fåtal lokala singlar och Sylvester spelade också in några solosinglar under artistnamnet Danny Stewart.
År 1963 blev Sylvester Sly Stone DJ för den R&B-baserade radiokanalen KSOL i San Francisco, där han revolutionsartat spelade låtar med vita musiker, som Beatles och Rolling Stones. Under samma period arbetade han också som producent för skivbolaget Autumn Records. En av de låtar som han producerade var "C'mon and Svim" med Bobby Freeman som blev en hit över hela landet.

### De tidiga åren
1966 bildade Sly bandet Sly & the Stoners tillsammans med vännen, och trumpetaren, Cynthia Robinson. Ungefär samtidigt bildade även brodern, Freddie, ett eget band -  Freddie & the Stone Souls En av medlemmarna var trummisen Greg Errico. På inrådan av Slys kompis, saxofonisten Jerry Martini, slog bröderna 1967 ihop sina respektive band och bildade bandet Sly and the Family Stone. Eftersom både Sly och Freddie var gitarrister bestämde Sly att Freddie skulle bli bandets officiella gitarrist - och att han själv skulle spela elorgel. Sly övertalade också Larry Graham att spela bas. 
Slys syster Vaetta ville även hon medverka i gruppen. Hon och hennes väninnor, Mary McCreary och Elva Mouton, hade en gospelgrupp kallad The Heavenly Tones. De tre ungdomarna hoppade, efter Slys inrådan, av high school för att satsa på musiken. De bildade bandet Little Sister och blev Sly and the Family Stones körsångerskor.
Bandets första singel, "I Ain't Nobody", blev en stor lokal hit för skivbolaget Loadstone Records och större bolag fick upp ögonen för gruppen. De som var snabbast att skriva kontrakt var Epic Records. Samma år som kontraktet skrevs släppte gruppen debutalbumet Whole New Thing och blev hyllade av kritikerna. Trots det uteblev den kommersiella framgången och bandets spelningar begränsades till små klubbar, och från skivbolagets håll fick bolagsdirektören Clive Davis ingripa. 
Davis pratade med Sly om hur man skriver och spelar in en hitlåt, och strax därefter släppte bandet singeln "Dance to the Music" som blev en omedelbar hit för gruppen och som bäst låg på åttondeplats på den amerikanska singellistan, Billboard Hot 100. Precis innan singeln släpptes fick bandet utökning i och med Rosie Stone som sjöng och spelade keyboard. Hon hade blivit erbjuden en plats i bandet av sina bröder redan vid grundandet men avböjde då i rädsla att förlora sitt arbete i den lokala skivbutiken. 
Sly and the Family Stone tog vara på framgången de fått med singeln och gjorde spelningar över hela USA. De blev välkända för sina energiska uppträdanden och unika scenkläder. Albumet Dance to the Music blev en hyfsad framgång men efterföljaren, Life, blev dessvärre ingen kommersiell framgång. I september 1968 reste bandet iväg på sin första turné på andra sidan Atlanten när de gjorde spelningar i England. Turnén fick dock avbrytas tidigt efter att basisten Larry Graham hittats med marijuana - och på grund av flera tvister med konsertarrangörerna.

### Stand!(1969)
I slutet av 1968 släppte Sly and the Family Stone singeln "Everyday People" som blev gruppens första listetta. "Everyday People" var en protest emot alla de fördomar som finns mellan människor. Låten gjorde sig populär med catchphrasen "different strokes for different folks". Som b-sida på singeln låg "Sing a Simple Song", en låt som mycket väl anger tonen för gruppens fjärde album Stand!, ett album som släpptes den 3 maj 1969 och som sålts i så mycket som 3 miljoner exemplar. Stand! anses av många vara höjdpunkten under gruppens karriär.
Efter succén med Stand! säkrade också gruppen en spelning på Woodstockfestivalen. Bandet gjorde sitt framträdande under morgonen den 17 augusti 1969 och deras uppträdande har i efterhand sagts vara ett av de bästa under den legendariska festivalen. I samband med gruppens spelning i Woodstock släpptes singeln "Hot Fun in the Summertime" som bäst låg på en andraplats på den amerikanska singellistan.

### Problem inom bandet och ny inriktning

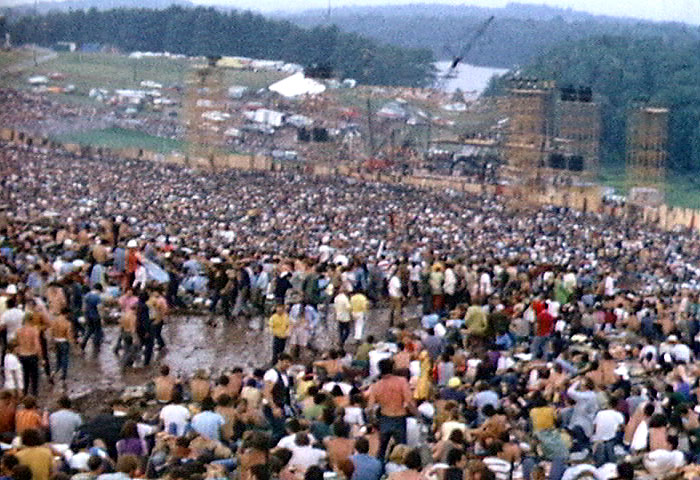
Den 17 augusti 1969 framträdde Sly and the Family Stone på den legendariska Woodstockfestivalen

I och med bandets nyvunna berömmelse och framgång uppstod åtskilliga problem. Förhållandet mellan bandmedlemmarna försämrades. Oroligheterna var som värst mellan bröderna Stone och Larry Graham. Skivbolaget Epic krävde mer inspelat material av bandet Dessutom blev bandet ifrågasatt av Svarta Pantrarna som ville få Sly att skriva mer politiskt vinklade texter och texter som stödde utvecklingen av Black Power. Aktivistgrupperna föreslog också att bandets två vita medlemmar, Greg Errico och Jerry Martini, skulle ersättas av svarta musiker.
Efter en flytt till Los Angeles hösten 1969 blev Sly Stone och hans bandmedlemmar flitiga användare av droger, då i synnerhet kokain och PCP. Då medlemmarna blev alltmer intresserade av droger och festande uteblev nya inspelningar. Mellan sommaren 1969 och hösten 1971 släppte bandet bara en singel, "Thank You (Falettinme Be Mice Elf Agin)" / "Everybody Is a Star", i december 1969. Fastän "Everybody Is a Star" var ännu en positiv och glad låt från bandet presenterade singelns a-sida ett betydligt argare Sly and the Family Stone, som i samklang fastslog att de inte längre kunde låtsas att vara något de inte var (fredliga, älskande och glada) och tackade respektlöst sin publik för "att de låtit dem bli sig själva igen". Singeln "Thank You" nådde förstaplatsen på Billboard Hot 100, i februari 1970.

### 1970–1971
1970 tillägnade Sly Stone den mesta av sin vakna tid till droger.  Han blev oberäknelig och vresig, och missade så mycket som en tredjedel av bandets spelningar det året. Samtidigt anlitade han två av sina vänner, Hamp "Bubba" Banks och J.B. Brown, till sina personliga manager; de i sin tur anlitade gangstrar, som Edward "Eddie Chin" Elliott och J.R. Valtrano, för att bli Slys livvakter. Sly lät också dessa personer ta hand om dennes ekonomi, för att återfå droger, och för att skydda honom mot de som han ansåg vara sina fiender - några av dem var hans egna bandmedlemmar. En spricka uppstod mellan Sly och de övriga i Sly and the Family Stone.  I början av 1971 lämnade trummisen Greg Errico som förste person gruppen och ersattes av en svit trummisar innan Sly bestämde sig för Gerry Gibson. Gibsons medverkan i bandet blev kortvarig, efter ett år lämnade han och ersattes slutligen av Andy Newmark 1973. 
För att lugna fansens krav på nya låtar, började Epic att göra nysläpp av bandets inspelningar. Debuten A Whole New Thing släpptes på nytt, nu med ett annat omslag. Och i slutet av 1970 släpptes de flesta av bandets populära låtar på samlingen Greatest Hits. Greatest Hits nådde andraplatsen på den amerikanska albumlistan.

### There's a Riot Goin' On(1971)
Hösten 1971 återvände gruppen, efter lång frånvaro, med singeln "Family Affair" som gick upp på förstaplats på Billboard Hot 100. "Family Affair" var ledspår på bandets efterlängtade femte album There's a Riot Goin' On som direkt efter att det släppts i november 1971 gick upp på förstaplatsen på albumlistan.  Istället för den glada, ljusa soul som bandet presenterat under det optimistiska 1960-talet var There's a Riot Goin' On ett album med dyster instrumentation, låtar baserade på rytmer från trummaskiner och vemodig sång som representerade den hopplöshet som många människor kände i början av 1970-talet. Efter vad som påstås spelades stor del av albumet, på egen hand, in av Sly Stone, som endast använde sig av de andra Family Stone-medlemmarna på mindre instrument-delar och vänner som Billy Preston, Ike Turner och Bobby Womack för andra. Förutom "Family Affair" släpptes ytterligare två singlar från albumet, och både "(You Caught Me) Smilin'" och "Runnin' Away" placerade sig bra på listorna. 
Efter albumsläppet av Riot kom ytterligare förändringar i bandets uppställning att ske. I början av 1972 frågade Jerry Martini Sly och gruppens manager hur bandets ekonomi såg ut. Detta ogillades och på grund av detta anlitades saxofonisten Pat Rizzo som en möjlig efterträdare till Martini, om denne i fortsättningen skulle lägga sig i bandets ekonomi. Det hela slutade med att både Rizzo och Martini fortsatte som medlemmar i Sly and the Family Stone. Senare samma år nådde spänningarna mellan Sly Stone och Larry Graham sin topp. Efter en konsert utbröt ett bråk mellan Grahams stab och Slys efter att Slys livvakter, Bubba Banks och Eddie Chin, hört ryktats att Graham anlitat en yrkesmördare med uppgift att mörda Sly. Graham vägrade att fortsatta arbeta med Sly och lämnade omedelbart efter bråket Family Stone. Strax därpå grundade han det framgångsrika bandet Graham Central Station, i samma ådra som Sly and the Family Stone. Efter en kort period med Bobby Womack som insatt basist, fylldes Grahams plats av nittonåriga Rusty Allen.

### Fresh(1973) ochSmall Talk(1974)
Trots de bråk och problem som uppstått inom bandet och Slys fortsatta kokainberoende släpptes Sly and the Family Stones nästa album Fresh redan 1973. Vid den här tidpunkten hade Slys sound blivit alltmer naket och användandet av instrument hade minskat. Trots att Fresh mottogs med blandade recensioner och med mindre uppmärksamhet än bandets tidigare verk har albumet kommit att räknas som ett av de viktigaste funk-albumen som gjorts.  Rosie Stone sjöng solo på en gospel-liknande cover av Doris Days "Que Sera, Sera (Whatever Will Be, Will Be)", och "If You Want Me to Stay" blev en topp 20-hit i USA.
Uppföljaren Small Talk släpptes 1974 till blandade recensioner och låga försäljningssiffror. Albumets första singel, "Time For Livin'", blev Sly and the Family Stones sista topp 40-hit. "Loose Booty", nästa singel, placerade sig som bäst på plats 84.

### Upplösningen
Från 1970 och framåt blev Sly and the Family Stone alltmer sällan bokade av konsertarrangörer, som var rädda för att bandmedlemmarna skulle missa spelningar, avstå från att spela, eller vara drogpåverkade. Händelser som dessa var vanligt förekommande för bandet under hela 1970-talet, och hade fått den effekten att konsertarrangörer valt att över huvud taget inte boka dem. På många av deras spelningar gick det så långt att konsertarrangörerna stämde bandet, för att de inte avslutade eller för att Sly lämnade lokalen innan spelningen var färdig. Ken Roberts blev gruppens promoter, och senare dess huvudmanager när ingen annan längre ville förknippas med bandet. I januari 1975 bokade bandet själva in en spelning på Radio City Music Hall i New York. Spelningen i den berömda konsertsalen, som bara var fylld till en åttondel, gjordes enbart för att bandet skulle få ihop pengar till hemresan. 
Efter spelningen var Sly and the Family Stone splittrat.
Rosie Stone lämnade bandet tidigt på inrådan av sin make Bubba Banks. Hon satsade på en solokarriär och släppte 1976 ett motown-inspirerat album under Rose Banks. Freddie Stone var en period medlem i Larry Grahams grupp Graham Central Station och samarbetade också en sista gång på albumet Back on the Right Track som utkom 1979. Han lämnade därefter musikindustrin och blev pastor i the Evangelist Temple Fellowship Center, en kyrka i hemstaden Vallejo. Även körsångerskorna i gruppen Little Sister splittrades. Andy Newmark, gruppens sista trummis, blev en framgångsrik studiotrummis och spelade med bland andra Roxy Music, B. B. King och Steve Winwood.

### Slys senare karriär
Sly Stone spelade efter gruppens upplösning in ytterligare två album för Epic, High on You (1975) och  Heard You Missed Me, Well I'm Back  (1976). High on You släpptes som ett rent soloalbum av Sly, Heard You Missed Me, Well I'm Back släpptes under Sly and the Family Stone. Trots att Sly på dessa album samarbetade med flera medlemmar ur Family Stone existerade inte längre det egentliga bandet. Sly spelade de flesta instrumenten på dessa inspelningar själv, men han upprättade ett band till hjälp under konserter. Bland de personer Sly samarbetade med märktes Cynthia Robinson och Pat Rizzo från det tidigare Family Stone. 1977 gick Slys kontrakt med Epic ut, och 1979 släpptes samlingen 10 Years Too Soon, ett remixalbum med Sly and the Family Stone mest kända låtar från 1960-talet i discotappning. 
Sly fick kontrakt med Warner Bros. 1979 och samma år släpptes albumet Back on the Right Track. Trots att albumet innehöll medverkan av såväl Rosie som Freddie Stone lyckades inte albumet mäta sig med framgångarna från 60-talet och början på 70-talet. I slutet av 70-talet och en bit in i 80-talet turnerade Sly med George Clinton och funkgruppen Funkadelic. Han var också med och spelade in gruppens album  The Electric Spanking of War Babies som släpptes 1981. Samma år började Clinton och Sly arbetet på ett nytt album med Sly Stone. Inspelningarna blev dock vacklande då George Clinton och Funkadelic hamnade i en tvist med skivbolaget och lämnade Warner Bros. i slutet av 1981. Sly lämnade också han inspelningarna och isolerade sig helt från allmänheten. Producenten Stewart Levine tog emellertid på sig att slutföra albumet som 1983 släpptes som Ain't But the One Way. Albumet sålde dock dåligt och tog emot mestadels sämre kritik. Övervunnen av narkomanin försvann Sly under några år från rampljuset för att senare, på inrådan av kompisen Bobby Womack, lägga in sig på behandlingshem 1984. Sly fortsatte däremot att göra sporadiska framträdanden, nya inspelningar och samarbeten tills han 1987 arresterades för kokaininnehav. Efter frisläppandet från fängelset slutade Sly att göra musik helt och hållet.

## Utmärkelser och hyllningar
Sly and the Family Stone valdes in i Rock and Roll Hall of Fame 1993. På plats för att ta emot priset fanns hela den ursprungliga uppställningen av Family Stone, förutom Sly. Just då bandet skulle upp på scenen anlände Sly plötsligt till publikens jubel. Han tog emot sitt pris, höll ett kort tal och lämnade sedan platsen. I december 2001 tog Sly and the Family Stone emot en utmärkelse på R&B Foundation Pioneer Award. Dessutom är två av bandets låtar, "Dance to the Music" and "Thank You (Falettinme Be Mice Elf Again)", med på Rock and Roll Hall of Fames lista över de 500 låtar som format Rock and Roll. 2004 publicerade musiktidskriften Rolling Stone en lista över de 100 bästa artisterna genom tiderna, Sly and the Family Stone rankades då på plats 43.
Den 12 juli 2005 släpptes hyllningsalbumet Different Strokes By Different Folks, av skivbolaget Hear Music, till Sly and the Family Stones ära. På albumet hörs coverversioner av gruppens låtar och samplingar av diverse kända artister. På albumet hörs The Roots (med låten "Star", med samplingar från "Everybody Is a Star"), Maroon 5 ("Everyday People"), John Legend, Joss Stone & Van Hunt ("Family Affair"), will.i.am från Black Eyed Peas ("Dance to the Music") och  Steven Tyler & Robert Randolph ("I Want to Take You Higher"). Den 7 februari 2007 släppte Epic albumet på nytt (med ytterligare två låtar, "Don't Call Me Nigger, Whitey" och "Thank You (Falletinme Be Mice Elf Again)"). Albumversionen av "Family Affair" tog under den amerikanska Grammygalan emot pris för "Bästa R&B-inspelning av duett eller grupp".
I samband med släppet av hyllningsalbumet gjordes också flera mycket uppmärksammade hyllningsspelningar på den amerikanska Grammy-galan 2006. Uppträdanden gjordes av både medlemmarna ur det tidigare Sly and the Family Stone, och av artisterna som medverkade på hyllningsalbumet.
Sony BMG, Epics nuvarande ägare, uppmärksammade år 2007 40-årsjubileet av Sly and the Famly Stones bildande och släppte återutgivningar av gruppens sju första album, remastrade och med tidigare outgivna bonusspår, på CD. Albumen finns till försäljning var för sig eller tillsammans i samlingsboxen The Collection, och kan även köpas som nedladdningar.

## Återföreningsprojekt
Sen mitten av 1990-talet har medlemmar ur Sly and the Family Stone flera gånger samarbetat med andra medlemmar ur bandet. Den 25 maj 1997 arrangerade skådespelaren Sinbad festivalen Sinbad's Soul Music Festival på Aruba. Bland de medverkande artisterna märktes en grupp med fyra återförenade medlemmar ur Family Stone: Larry Graham, Rose Stone, Cynthia Robinson och Jerry Martini. När Larry Graham senare samma år återupplivade sitt band Graham Central Station var det med en uppställning inkluderande både Robinson och Martini. Bandet turnerade under året också med Prince, en uttalad beundrare av Sly and the Family Stone. Dessutom medverkade Rose Stone med gästsång på rockbandet Fishbones cover av "Everybody Is a Star" som släpptes 2000 och fanns med på gruppens album Fishbone & the Familyhood Nextperience Present: The Psychotic Friends Nuttwerx.
2003 återförenades samtliga medlemmar ur det forna Family Stone, förutom Sly Stone och Larry Graham, för att spela in ett sexton låtar långt studioalbum. Sen 2005 har Vet Stone, Cynthia Robinson och Rose Stones dotter Lisa Stone framträtt med ett band kallat Family Stone. Deras debutalbum producerades av Sly Stone. Gruppen kallade sig ursprungligen för Phunk Phamily Affair men döptes om av Sly i december 2005. Dessutom upprättade Jerry Martini gruppen FamilyStoneExperience som åkte på turné med flera av de tidigare medlemmarna ur Sly and the Family Stone, däribland Greg Errico, Cynthia Robinson, Dawn Silva och Gail Muldrow. FamilyStoneExperience spelade på ett flertal festivaler tillsammans med artister som James Brown, Jefferson Airplane och George Clinton. Båda grupperna har valt att ta över arvet efter Sly and the Family Stone, och framför både låtar med den tidigare gruppen och till viss del också eget material. 
Efter framträdandet på Grammy-galan 2006 bestämde Rose Stone, Cynthia Robinson och Jerry Martini att det var dags för en återföreningsturné. Tillsammans med nutida funkmusiker gav sig gruppen The Original Family Stone ut på en världsomspännande turné under 2007 som tar gruppen till över sextiofem städer i USA och Europa.
Under ett par spelningar i Europa i juli 2007 medverkade självaste Sly Stone med The Original Family Stone, hans framträdanden blev dock kortvariga. Gruppens uppställning under Europa-spelningarna i juli inkluderade så mycket som 4 medlemmar ur det tidigare Sly and the Family Stone, som gruppen såg ut vid släppningen av Fresh; Sly Stone, Cynthia Robinson, Pat Rizzo och Vet Stone. Under turnéns gång blev Slys insats förbättrad och gruppens spelning i Paris var den första som möttes av en positiv kritikerkår. 

## Medlemmar

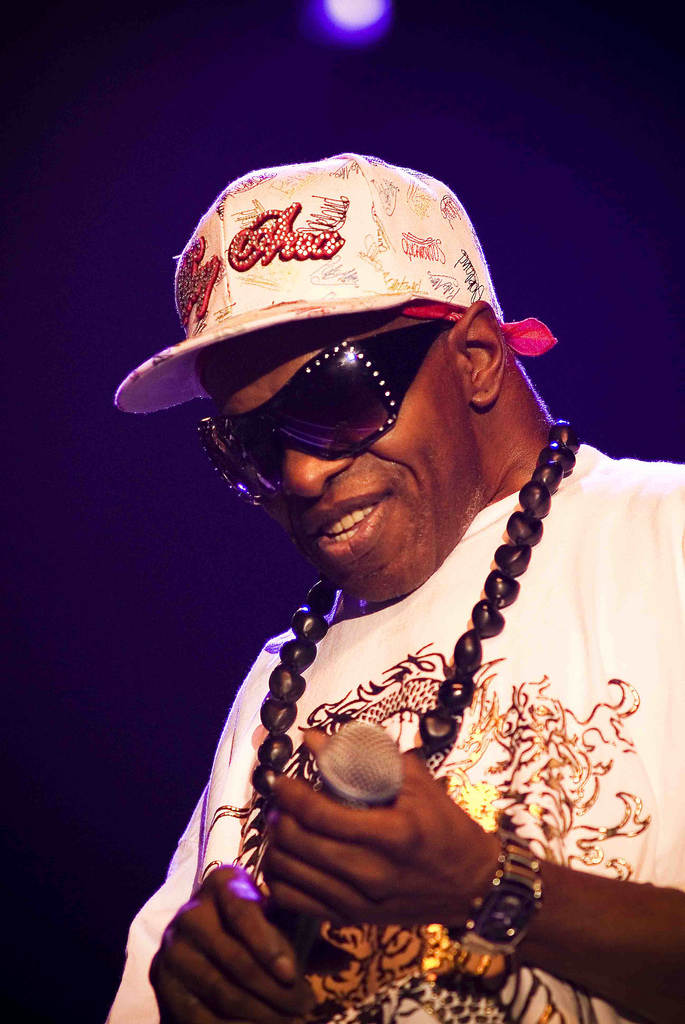
Sylvester Stone

Den här listan presenterar gruppens uppställning från 1967 till 1975. Efter 1975, förändrades uppställningen vid varje nytt album som släpptes. Information om de medverkande på gruppens fyra sista album finns emellertid under vardera albums artikel, se High on You, Heard You Missed Me, Well I'm Back, Back on the Right Track, och Ain't But the One Way.
- Sly Stone (Sylvester Stewart) (1967–1975): sång, orgel, gitarr, basgitarr, piano, munspel, med mera
- Freddie Stone (Frederick Stewart) (1967–1975): sång, gitarr
- Larry Graham (1967–1972): sång, basgitarr
- Rosie Stone (Rosemary Stewart) (1968–1975): sång, piano, keyboard
- Cynthia Robinson (1967–1975): trumpet
- Jerry Martini (1967–1975): saxofon
- Gregg Errico (1967–1971): trummor
- Little Sister; Vet Stone (Vaetta Stewart), Mary McCreary och Elva Mouton (1967–1975): körsång
- Gerry Gibson (1971–1972): trummor; efterträdde Greg Errico
- Pat Rizzo (1972–1975): saxofon
- Rusty Allen (1972–1975): basgitarr; efterträdde Larry Graham
- Andy Newmark (1973–1974): trummor; efterträdde Gerry Gibson
- Bill Lordan (1974): trummor; efterträdde Andy Newmark
- Vicki Blackwell (1974–1975): fiol
- Jim Strassburg (1974–1975): trummor; efterträdde Bill Lordan

## Diskografi
- 1967 – Whole New Thing
- 1968 – Dance to the Music
- 1968 – Life 1
- 1969 – Stand!
- 1970 – Greatest Hits
- 1971 – There's a Riot Goin' On
- 1973 – Fresh
- 1974 – Small Talk
- 1975 – High on You 2
- 1976 – Heard You Missed Me, Well I'm Back
- 1978 – Back on the Right Track
- 1983 – Ain't But the One Way

- 1 Life släpptes i Europa under titeln M'Lady
- 2 Släpptes officiellt som soloalbum av Sly Stone